# Sémalens
Sémalens es una población y comuna francesa, ubicada en la región de Occitania, departamento de Tarn, en el distrito de Castres y cantón de Vielmur-sur-Agout.

## Demografía
| 977 | 1004 | 1232 | 1412 | 1651 | 1843 |
| Para los censos de 1962 a 1999 la población legal corresponde a la población sin duplicidades (Fuente: INSEE [Consultar]) |      |      |      |      |      |